# جام زرین (رمان)
«جام زرین» (انگلیسی: The Golden Bowl) یک رمان از هنری جیمز است که توسط انتشارات پسران چارلز اسکریبنر در سال ۱۹۰۴ منتشر شد.